# Claudia de Witt
Claudia de Witt (* 1962) ist eine deutsche Bildungswissenschaftlerin und Professorin an der FernUniversität in Hagen.

## Leben
Das Studium der Erziehungswissenschaften, Soziologie und Psychologie an der Universität Dortmund schloss sie mit der Diplom-Arbeit über die Reflexions- und Urteilsfähigkeit von Jugendlichen hinsichtlich des Computereinsatzes in Freizeit, Schule und Beruf sowie dessen Auswirkungen als Bildungsaufgabe ab. Nach der Promotion zur Interaktivität multimedialer Lernprogramme in Dortmund 1992 war sie wissenschaftliche Assistentin am Lehrstuhl für Allgemeine Pädagogik im Institut für Erziehungswissenschaft und Berufspädagogik an der Universität Dortmund. Nach der Habilitation über „Neue Medien und die Pädagogik des Pragmatismus“, Venia: Erziehungswissenschaft mit dem Schwerpunkt „Medienpädagogik“ lehrte sie von 2001 bis 2004 als Privatdozentin im Institut für Erziehungswissenschaft an der Universität Duisburg am Lehrstuhl von Michael Kerres. Seit Oktober 2004 lehrt sie als Professorin für Bildungstheorie und Medienpädagogik an der FernUniversität in Hagen. Außerdem ist sie Leitungsteam-Mitglied beim Forschungszentrum CATALPA der Fernuniversität in Hagen.

## Schriften (Auswahl)
- Pädagogische Theorien der Interaktion im Zeitalter neuer Technologien. Versuch einer didaktischen Bewertung von interaktiven Computerlehr-/lernprogrammen. Frankfurt am Main 1993, ISBN 3-631-45643-3.
- Mediendidaktik. Bielefeld 2013, ISBN 978-3-7639-5315-8.
- als Herausgeberin mit Almut Reiners: Mobile Learning. Potenziale, Einsatzszenarien und Perspektiven des Lernens mit mobilen Endgeräten. Wiesbaden 2013, ISBN 978-3-531-19483-7.
- als Herausgeberin mit Christina Gloerfeld: Handbuch Mobile Learning. Wiesbaden 2018, ISBN 978-3-658-19122-1.
- mit Heike Karolyi: Adaptivität im Hochschulstudium. Konzeptionelle Überlegungen zur digitalisierten Unterstützung von selbstreguliertem Lernen. In MEDIENPRODUKTION – Online Zeitschrift für Wissenschaft und Praxis. Nr. 13, 2019, S. 2–9.
- mit Silke Wrede, Christina Gloerfeld und Xia Wang: Künstliche Intelligenz und forschendes Lernen – ein ideales Paar im Hochschulstudium!? In: T. Schmohl, A. Watanabe, K. Schelling (Hrsg.): Künstliche Intelligenz in der Hochschulbildung. Chancen und Grenzen des KI-gestützten Lernens und Lehrens. Transcript, Bielefeld 2023, S. 195–212.